# Altus (Hochhaus)
Das Altus-Hochhaus ist das zweithöchste Gebäude in Katowice, Woiwodschaft Schlesien, Polen. Es befindet sich zwischen dem Spodek und dem Rynek (Marktplatz), gegenüber der Universität an der ul. Uniwersytecka 13.

## Geschichte
Der Bau des Gebäudes sollte im Jahr 1997 beginnen, verzögerte sich aber aufgrund von Finanzierungsproblemen immer wieder. 1999 übernahm Mostostal Zabrze die Umsetzung der Pläne. Das Gebäude wurde von 2001 bis 2003 errichtet. Bei der Errichtung war es das höchste Gebäude in der Stadt. 2022 musste es diesen Rekord aber an das 135 Meter hohe .KTW II abtreten, das etwas nördlich neben dem Spodek anstelle des DOKP-Hochhauses erbaut worden war.
Ein halbes Jahr nach der Eröffnung wurde das Gebäude verkauft und der Name von „Uni Centrum“ in „Altus“ geändert.  Nach mehreren Besitzerwechseln ist das Gebäude 2013 für 185 Mio. Złoty verkauft worden.

## Technische Angaben
Das Hochhaus umfasst 30 Hochbaugeschosse und ist 106 Meter hoch, mit Mast 125 Meter. Der Rauminhalt beträgt 270.430 m³ und die Bruttogeschossfläche 68.815 m². Das Gebäude besteht aus drei Teilen, einem viergeschossigen Atrium, einem 18- und einem 29-geschossigen Teil. Insgesamt verfügt es über 18 Aufzüge.
Das Altus besitzt einen hohen Grad an Automatisierung, unter anderem eine zentrale Gebäudeleittechnik.
Im Gebäude befindet sich ein Vier-Sterne-Hotel (Courtyard Hotel) mit 150 Zimmern. Es erstreckt sich vom 19. bis zum 27. Stockwerk. Im 27. Stock ist eine Bar untergebracht. Im Atrium befinden sich Cafés, Banken und ein Casino sowie ein Kinocenter. Im 18-stöckigen Block sind Büros mehrerer Unternehmen untergebracht. Die Tiefgarage in den drei Untergeschossen bietet 500 Stellplätze.

## Bilder

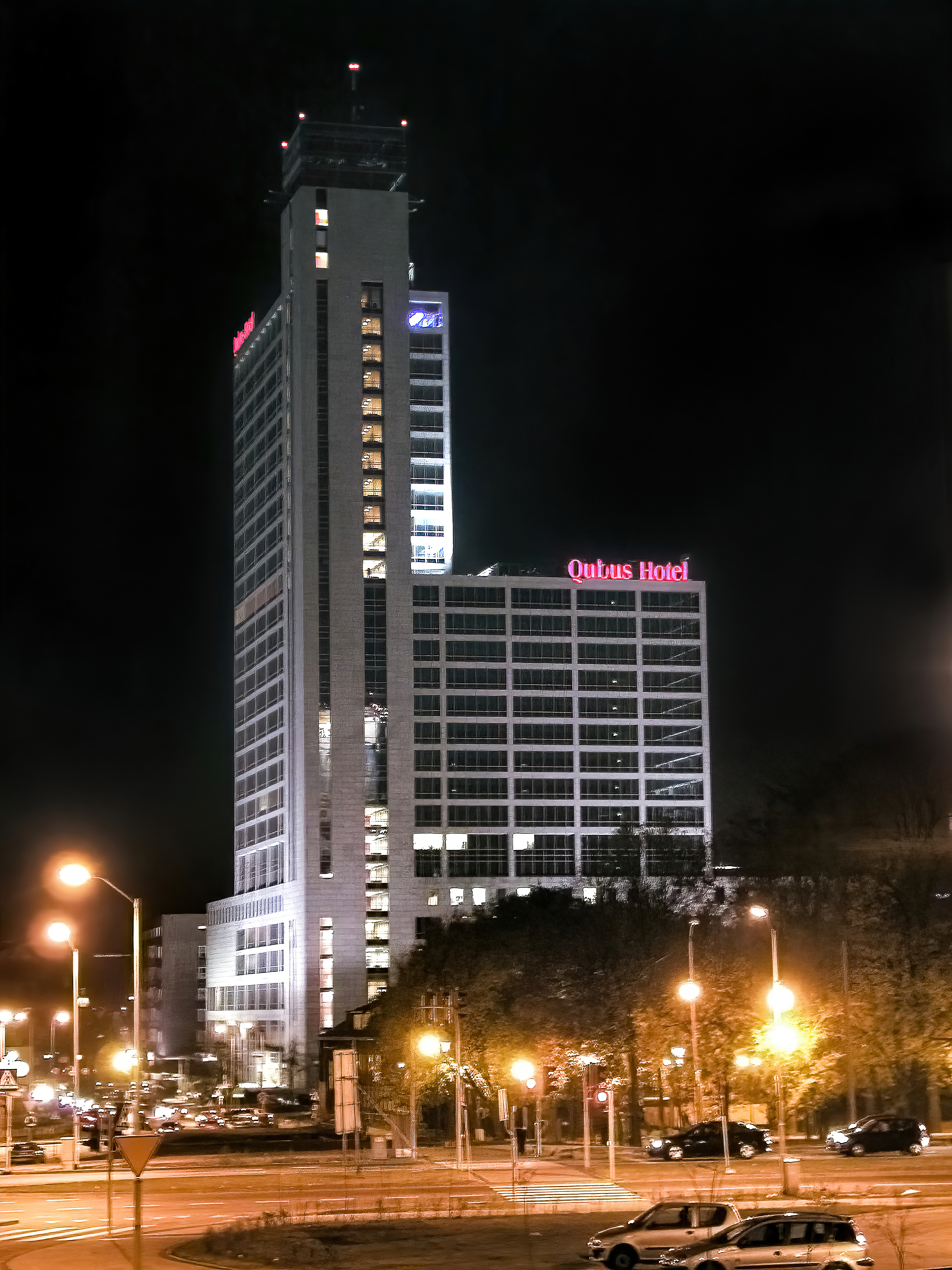
Altus-Hochhaus bei Nacht
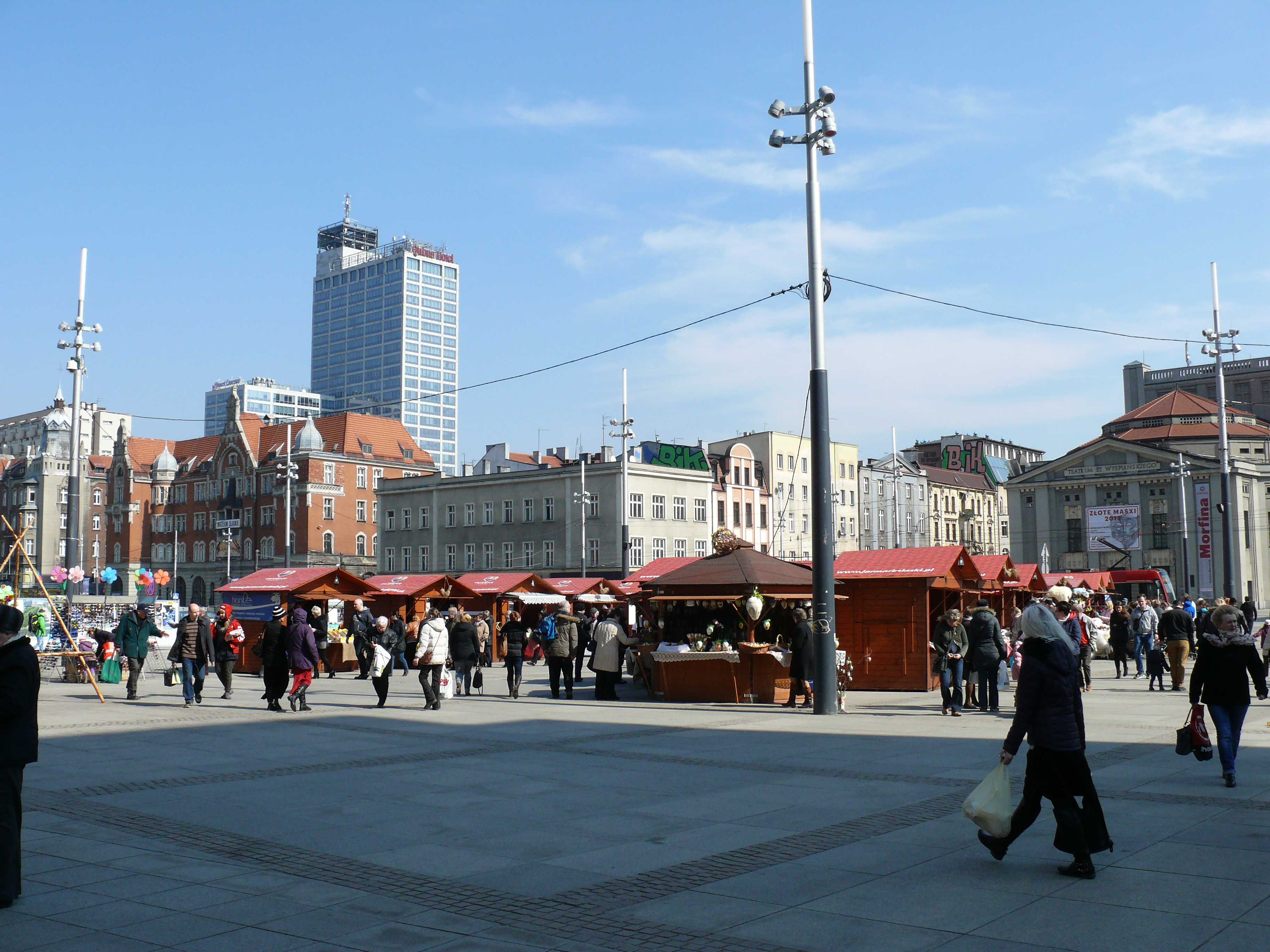
Ansicht vom Rynek
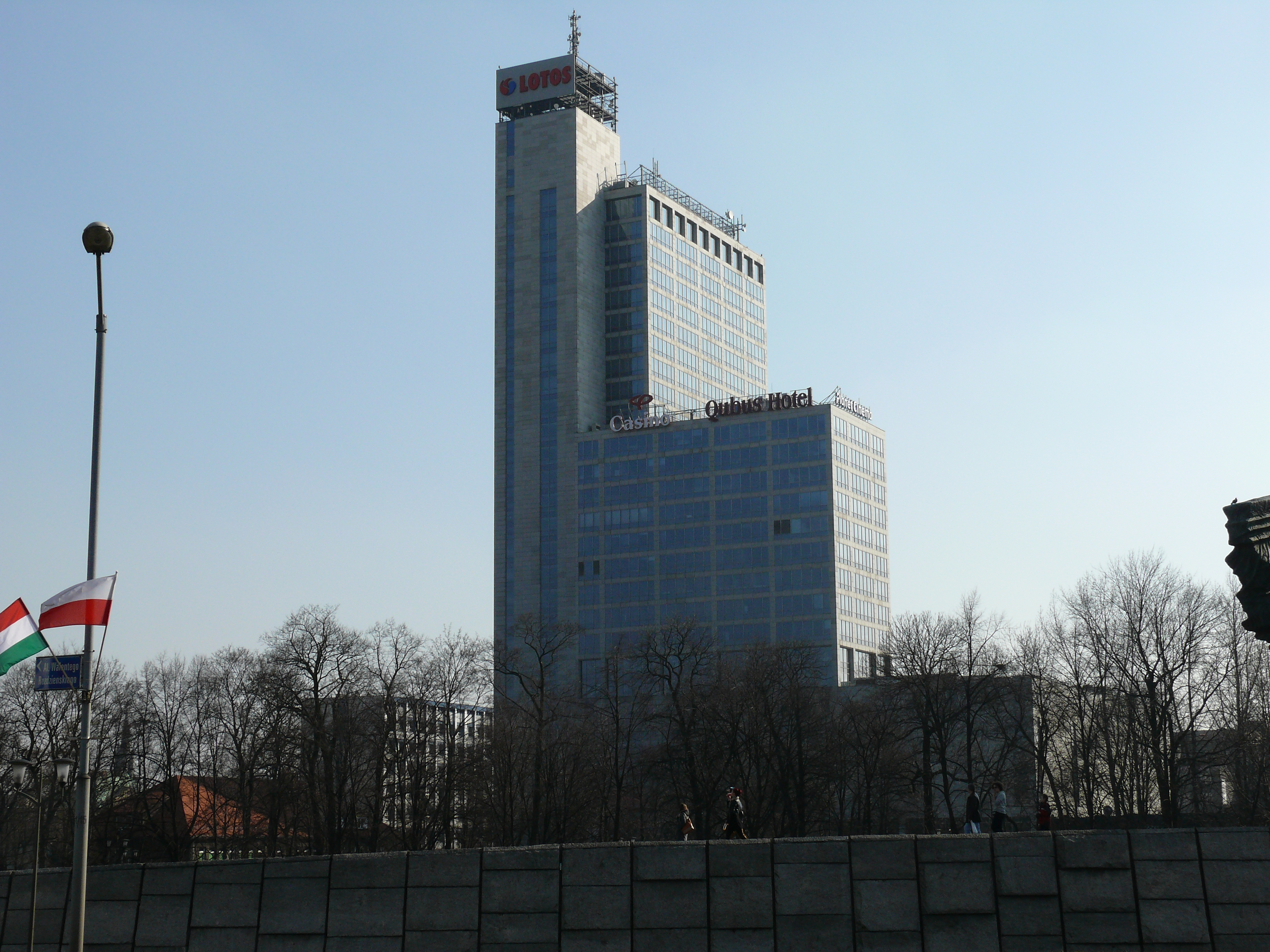
Ansicht vom Rondo Generala Jerzego Zietka
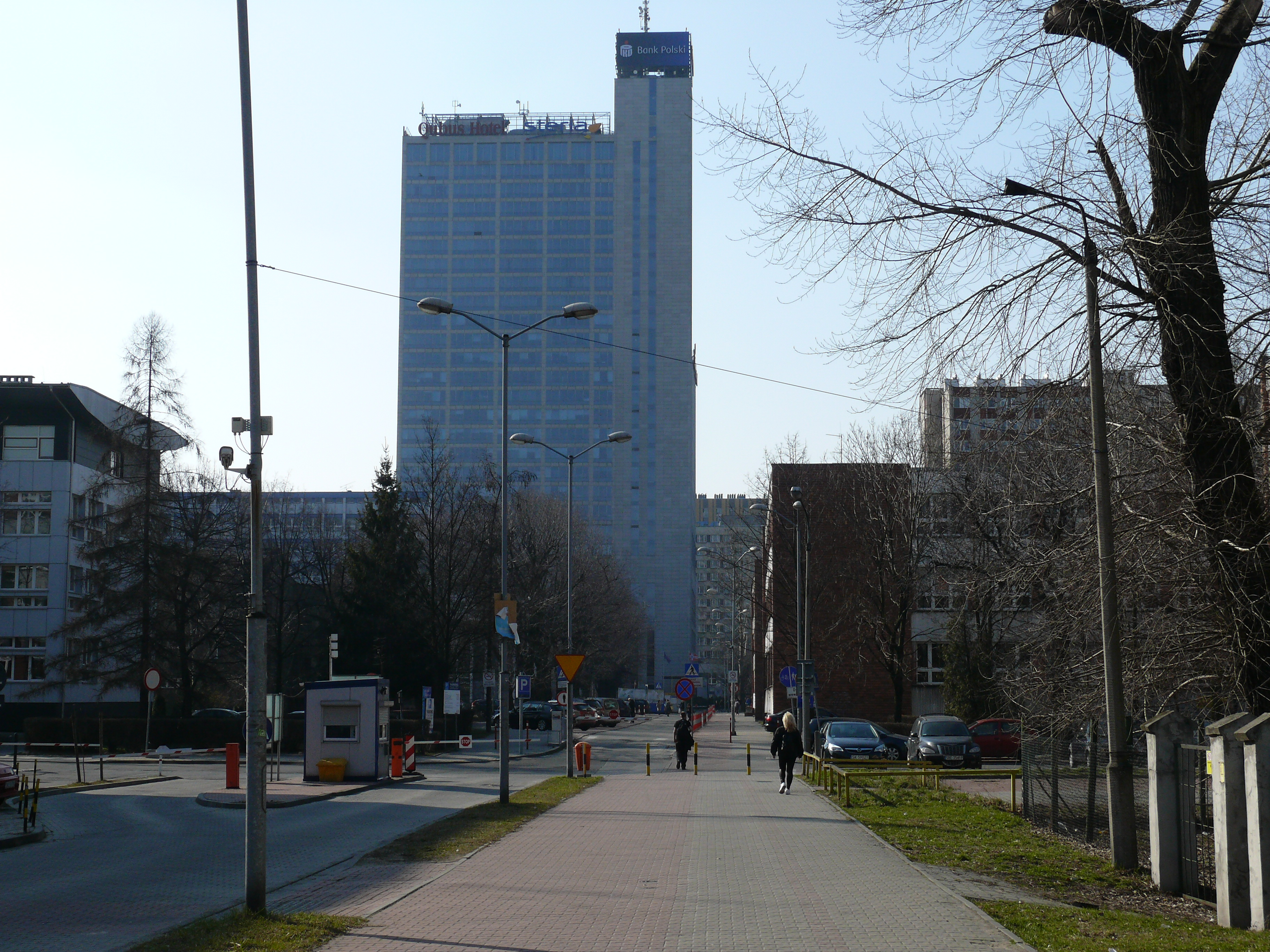
Ansicht vom Uni-Campus
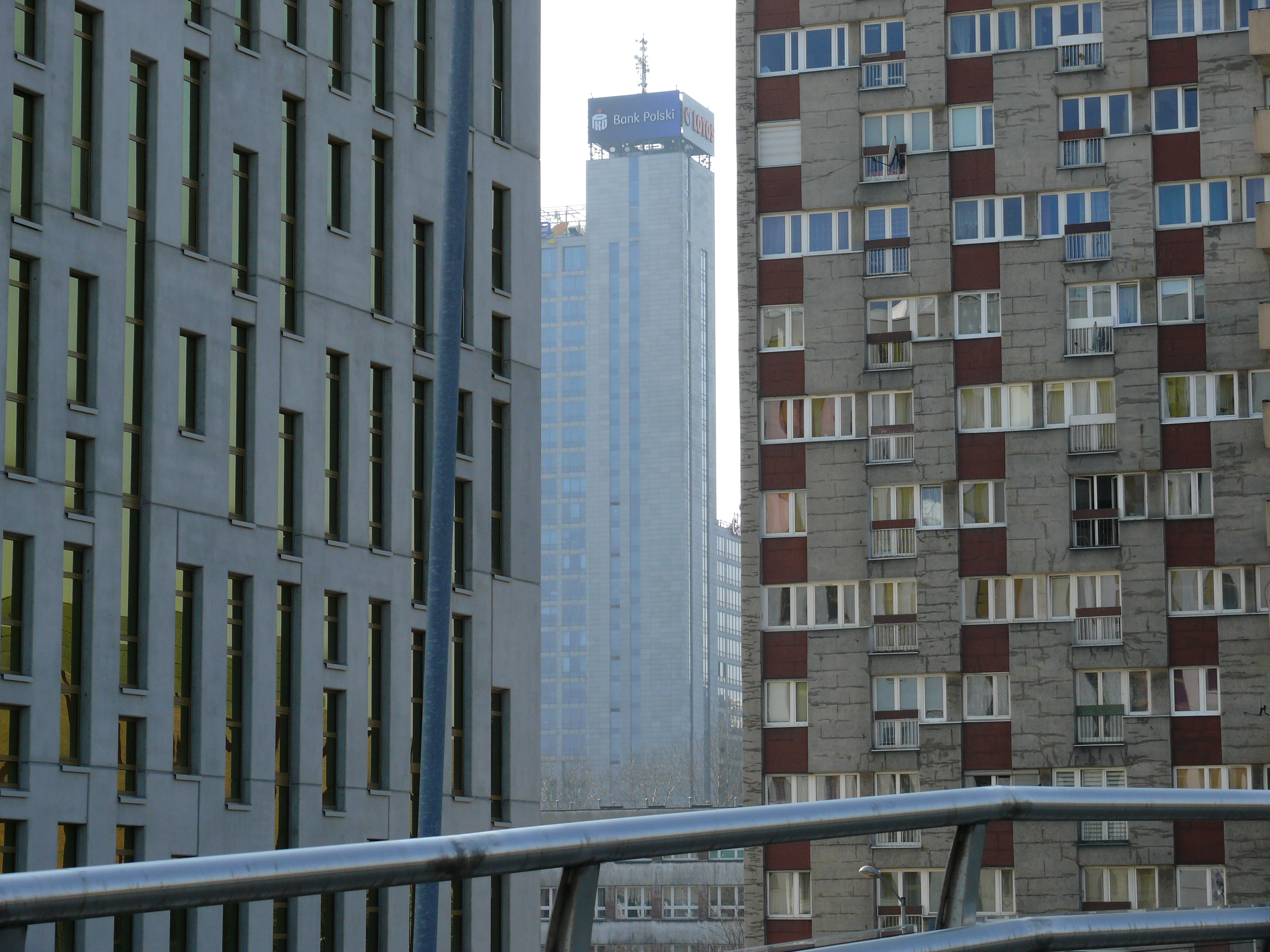
Ansicht von der Aleja Walentego Rozdzienskiego